# SP-437
A SP-437 é uma rodovia transversal do estado de São Paulo, administrada pelo Departamento de Estradas de Rodagem do Estado de São Paulo (DER-SP).

## Denominações
Recebe as seguintes denominações em seu trajeto:
Nome:	Miguel Lamb, Rodovia
- De - até:	SP-270 (Maracaí) - São José das Laranjeiras
- Legislação:	LEI 4.699 DE 19/09/85

## Descrição
Principais pontos de passagem: SP 270 (Maracaí) - São José das Laranjeiras

## Características

### Extensão
- Km Inicial: 0,000
- Km Final: 24,280

### Localidades atendidas
- Maracaí
- Santa Cruz da Boa Vista
- Cruzália
- São José das Laranjeiras